# Corydalis ludlowii
Corydalis ludlowii är en vallmoväxtart som beskrevs av William Thomas Stearn. Corydalis ludlowii ingår i släktet nunneörter, och familjen vallmoväxter. Inga underarter finns listade i Catalogue of Life.